# Allianzgebetswoche
Die Allianzgebetswoche ist eine von der Evangelischen Allianz initiierte weltweite Woche des Gebets evangelischer Christen.
Die Allianzgebetswoche entstand auf Initiative der Gründungsversammlung der Weltweiten Evangelischen Allianz (WEA) 1846 und wurde erstmals 1861 durchgeführt. In den deutschsprachigen Ländern findet die Allianzgebetswoche üblicherweise in der zweiten vollen Januarwoche statt, in den anderen Ländern in der ersten vollen Januarwoche. Örtliche Allianzen organisieren in dieser Woche Gebetstreffen für Christen aus unterschiedlichen Gemeinden, Gruppen und Kreisen des Ortes des Ortes. Jedes Jahr beteiligen sich im deutschsprachigen Europa Christen aus verschiedenen Landes- und Freikirchen an etwa 1000 Orten an dieser Gebetsinitiative.
Die Gebetswoche wird heute hauptsächlich von der Europäischen Evangelischen Allianz (EEA) gefördert. In jedem Jahr erstellt eine nationale Allianz die Materialien für die Gebetswoche. 2009 kam die Vorlage aus Österreich, 2010 war sie gemeinsam von der tschechischen und der niederländischen Allianz und 2011 von den Allianzen in Zypern und Griechenland erstellt worden. Die nationalen Allianzen erstellen auf Grundlage der Vorlagen Materialien, die auf die Begebenheiten des eigenen Landes abgestimmt sind.